# Сакатепекес
Сакатепе́кес (ісп. Sacatepéquez) — один з 22 департаментів Гватемали. Адміністративний центр — місто Антигуа-Гватемала.
Сакатепекес означає на місцевому діалекті мая пагорб, вкритий травою.

## Історія
Назва департаменту походить від міста Сакатепекес, що існувало з 21 листопада 1542 по 29 липня 1773, коли воно було зруйноване землетрусом.

## Муніципалітети
В адміністративному відношенні департамент підрозділяється на 16 муніципалітетів:
- Алотенанго
- Антигуа-Гватемала
- Сьюдад-Велья
- Хокотенанго
- Магдалена-Мільпас-Альтас
- Пасторес
- Сан-Антоніо-Агуас-Кальентес
- Сан-Бартоломе-Мільпас-Альтас
- Сан-Лукас-Сакатепекес
- Сан-Мігель-Дуеньяс
- Сантьяго-Сакатепекес
- Санта-Катаріна-Бараона
- Санта-Лусія-Мільпас-Альтас
- Санта-Марія-де-Хесус
- Санто-Домінго-Ксенакох
- Сумпанго